# ممتاز سورکار
ممتاز سورکار (به انگلیسی: Mumtaz Sorcar) (زاده ۱۵ سپتامبر ۱۹۸۶) بازیگر هندی است.
از کارهای معروف او می‌توان به بازی در فیلم شکلات تلخ اشاره کرد.